# Michał Madaliński
Michał Madaliński herbu Laryssa (zm. ok. 1752 roku)  – marszałek Trybunału Głównego Koronnego w 1740 roku, podwojewodzi i pisarz grodzki wieluński, podsędek wieluński w latach 1740–1750.